# Nickeil Alexander-Walker
Nickeil Alexander-Walker (Toronto, Ontario, 2 de septiembre de 1998) es un baloncestista canadiense que pertenece a la plantilla de los Atlanta Hawks de la NBA. Con 1,96 metros de estatura, ocupa la posición de escolta.

## Trayectoria deportiva

### High School
Nacido en Toronto, Alexander-Walker jugó en su etapa de secundaria en el Vaughan Secondary School en su país, y posteriormente en el St. Louis Christian Academy y el Hamilton Heights Christian Academy de Chattanooga (Tennessee), ya en Estados Unidos. En Hamilton Heights,fue compañero de equipo de su primo Shai Gilgeous-Alexander. En su temporada 2015-16 promedió 14,9 puntos, 3,7 rebotes, 3,6 asistencias y 3,2 robos de balón.
En mayo de 2016 se comprometió con Virginia Tech, rechazando otras ofertas de la USC y de Maryland.

### Universidad

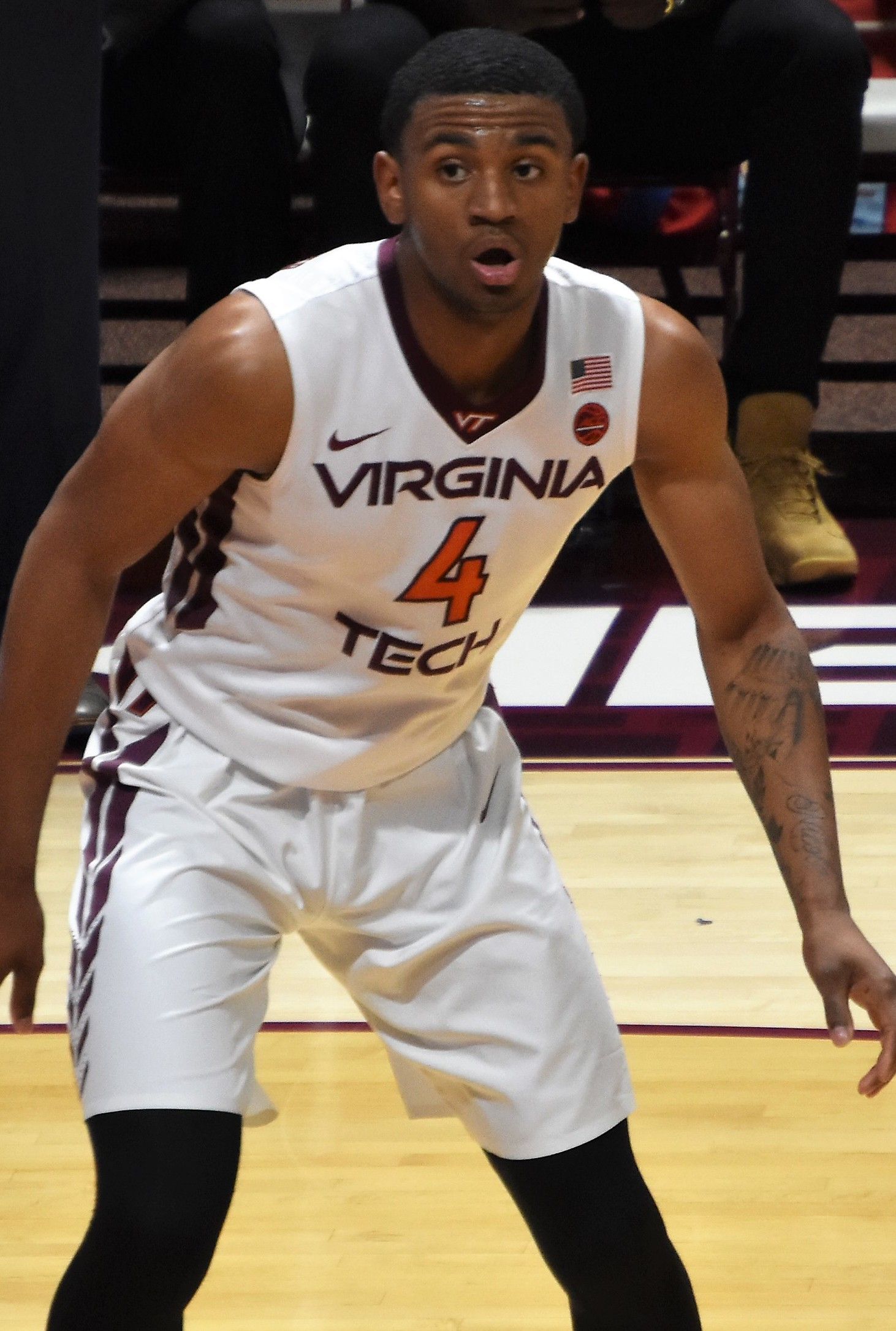
Alexander-Walker con Virginia Tech en 2017.

Jugó dos temporadas con los Hokies del Instituto Politécnico y Universidad Estatal de Virginia, en las que promedió 13,5 puntos, 4,0 rebotes, 2,5 asistencias y 1,4 robos de balón por partido, En 2019 fue incluido en el tercer mejor quinteto de la Atlantic Coast Conference.
Al término de la segunda temporada anunció que se presentaría al Draft de la NBA, renunciando a la temporada que le restaba.

#### Estadísticas
| Año     | Equipo        | PJ | PT | MPP  | %TC  | %3P  | %TL  | RPP | APP | ROB | TPP | PPP  |
| ------- | ------------- | -- | -- | ---- | ---- | ---- | ---- | --- | --- | --- | --- | ---- |
| 2017–18 | Virginia Tech | 33 | 33 | 25.4 | .449 | .392 | .730 | 3.8 | 1.5 | .8  | .5  | 10.7 |
| 2018–19 | Virginia Tech | 34 | 34 | 34.3 | .474 | .374 | .778 | 4.1 | 4.0 | 1.9 | .5  | 16.2 |
| Total   | Total         | 67 | 67 | 29.9 | .464 | .383 | .763 | 4.0 | 2.7 | 1.4 | .5  | 13.5 |

### Profesional
Fue elegido en la decimoséptima posición del Draft de la NBA de 2019 por los Brooklyn Nets, pero como parte del traspaso de Anthony Davis, acabó siendo enviado a New Orleans Pelicans junto con Jaxson Hayes y Marcos Louzada Silva, elecciones 8 y 35 del mismo draft.
El 6 de julio de 2019, sus derechos de draft fueron intercambiados a los Atlanta Hawks y luego fueron nuevamente negociados nuevamente a los New Orleans Pelicans.  Al día siguiente, los Pelicans anunciaron que habían firmado a Alexander-Walker.  El 22 de octubre de 2019, Alexander-Walker hizo su debut en la NBA, saliendo de la banca en una derrota por tiempo extra de 130-122 ante los Raptors de Toronto. Terminó el juego con tres puntos, cuatro rebotes, dos asistencias y dos robos.
El 16 de noviembre de 2019, Alexander-Walker anotó 27 puntos, el más alto de su carrera, al obtener cuatro rebotes y tres asistencias en una derrota 109-94 contra el Miami Heat.
El 26 de febrero de 2020, los Pelicans asignaron a Alexander-Walker a los Erie BayHawks de la NBA G League. El 27 de febrero de 2020, Alexander-Walker tuvo 23 puntos, cuatro rebotes, cuatro asistencias y dos robos en su primer juego de la G League, una victoria 125-124 sobre los Long Island Nets.
El 8 de febrero de 2022, es traspasado junto a Tomáš Satoranský, Josh Hart y Didi Louzada a Portland Trail Blazers a cambio de C. J. McCollum, Larry Nance Jr. y Tony Snell. Al día siguiente es traspasado a Utah Jazz, en un intercambio a tres bandas.
El 8 de febrero de 2023 es traspasado a Minnesota Timberwolves junto a Mike Conley Jr. a los  Minnesota Timberwolves en un intercambio entre tres equipos con Los Angeles Lakers, que enviaron a Damian Jones, Russell Westbrook y Juan Toscano-Anderson a Utah y Malik Beasley, Jarred Vanderbilt y D'Angelo Russell a Los Angeles. Al término de la temporada, renueva con los Wolves.
El 30 de junio de 2025 llega a los Atlanta Hawks en un sign-and-trade firmando por cuatro temporadas y $62 millones.

### Selección nacional
Alexander-Walker fue parte del combinado de Canadá Sub-18 en el FIBA Américas Sub-18 2016, llevando al equipo a la medalla de plata. Fue el máximo anotador del el torneo con 17,4 puntos por partido.
Durante agosto y septiembre de 2023 fue integrante de la selección de Canadá que participó en el Mundial de 2023 celebrado en Asia, y que consiguió el bronce, tras vencer a Estados Unidos en la final de consolación.
Entre julio y agosto de 2024 fue parte de la selección absoluta de Canadá, que disputó los Juegos Olímpicos de París, finalizando en quinta posición.

## Estadísticas de su carrera en la NBA

### Temporada regular
| Año     | Equipo      | PJ  | PT | MPP  | %TC  | %3P  | %TL  | RPP | APP | ROB | TPP | PPP  |
| ------- | ----------- | --- | -- | ---- | ---- | ---- | ---- | --- | --- | --- | --- | ---- |
| 2019-20 | New Orleans | 47  | 1  | 12.6 | .368 | .346 | .676 | 1.8 | 1.9 | .4  | .2  | 5.7  |
| 2020-21 | New Orleans | 46  | 13 | 21.9 | .419 | .347 | .727 | 3.1 | 2.2 | 1.0 | .5  | 11.0 |
| 2021-22 | New Orleans | 50  | 19 | 26.3 | .375 | .311 | .722 | 3.3 | 2.8 | .8  | .4  | 12.8 |
| 2021-22 | Utah        | 15  | 2  | 9.9  | .333 | .303 | .917 | 1.5 | 1.1 | 1.1 | .3  | 3.5  |
| 2022-23 | Utah        | 36  | 3  | 14.7 | .488 | .402 | .692 | 1.6 | 2.1 | .7  | .4  | 6.3  |
| 2022-23 | Minnesota   | 23  | 0  | 15.5 | .384 | .361 | .619 | 1.8 | 1.4 | .3  | .3  | 5.9  |
| 2023-24 | Minnesota   | 82  | 20 | 23.4 | .439 | .391 | .800 | 2.0 | 2.5 | .8  | .5  | 8.0  |
| 2024-25 | Minnesota   | 82  | 10 | 25.3 | .438 | .381 | .780 | 3.2 | 2.7 | .6  | .4  | 9.4  |
| Total   | Total       | 381 | 68 | 20.8 | .414 | .360 | .743 | 2.5 | 2.3 | .7  | .4  | 8.6  |

### Playoffs
| Año   | Equipo    | PJ | PT | MPP  | %TC   | %3P  | %TL   | RPP | APP | ROB | TPP | PPP |
| ----- | --------- | -- | -- | ---- | ----- | ---- | ----- | --- | --- | --- | --- | --- |
| 2022  | Utah      | 1  | 0  | 4.7  | 1.000 | —    | 1.000 | 1.0 | 1.0 | 1.0 | .0  | 5.0 |
| 2023  | Minnesota | 5  | 4  | 29.6 | .429  | .400 | .667  | 2.0 | 1.4 | .6  | .2  | 8.4 |
| 2024  | Minnesota | 16 | 1  | 23.6 | .366  | .296 | 1.000 | 1.8 | 2.3 | .6  | .4  | 7.3 |
| 2025  | Minnesota | 15 | 0  | 20.7 | .389  | .349 | .882  | 1.8 | 2.3 | .4  | .3  | 8.3 |
| Total | Total     | 37 | 5  | 22.7 | .389  | .331 | .903  | 1.8 | 2.2 | .5  | .4  | 7.8 |

## Vida personal
Es primo del también jugador profesional, Shai Gilgeous-Alexander. Su madre, Nicole, es hermana del padre de Shai, Vaughn.